# Élections législatives andorranes de 2001
Les élections législatives andorranes de 2001 ont eu lieu le 4 mars 2001 afin d'élire les 28 députés de la troisième législature du Conseil général de l'Andorre.
Les Libéraux d'Andorre parviennent à conserver le pouvoir. Marc Forné Molné se maintient au poste de Chef du gouvernement d'Andorre.

## Mode de scrutin
Le Conseil général se compose de vingt-huit députés élus pour un mandat de quatre ans, selon un mode de scrutin parallèle. Quatorze sièges sont pourvus au scrutin majoritaire plurinominal, à raison de deux pour chacune des sept circonscriptions dite « paroissiales ». Le reste des députés est élu au scrutin proportionnel suivant la méthode du plus fort reste dans une circonscription unique qui se compose de l'ensemble du territoire national.

## Candidatures

### Circonscription nationale unique
Au niveau national, trois candidatures ont été déposées :
- Parti social-démocrate avec Jaume Bartumeu Cassany comme tête de liste.
- Partit Demòcrata avec Jordi Mas i Torres comme tête de liste.
- Libéraux d'Andorre avec Marc Forné Molné comme tête de liste.

### Circonscriptions paroissiales
Au niveau paroissial, ont été déposées les candidatures suivantes : 
- Les Libéraux d'Andorre, dans toutes les paroisses à l'exception de Sant Julià de Lòria.
- Le Parti social-démocrate, à Encamp, La Massana, Andorre-la-Vieille et Escaldes-Engordany.
- Le Partit Demòcrata, dans toutes les paroisses à l'exception de Canillo et Sant Julià de Lòria.
- L'Unió pel Progrés à Canillo.
- L'Unió Laurediana à Sant Julià de Lòria.
- L'Agrupació Independent de Sant Julià  à Sant Julià de Lòria.

## Résultats

### Total
|                                  |                                  |                    |                    |                    |                 |                 |                 |                |         |  |
| Parti                            | Parti                            | Circ. paroissiales | Circ. paroissiales | Circ. paroissiales | Circ. nationale | Circ. nationale | Circ. nationale | Sièges (total) | +/-     |  |
| Parti                            | Parti                            | Votes              | %                  | Sièges             | Votes           | %               | Sièges          | Sièges (total) | +/-     |  |
|                                  | Libéraux d'Andorre               | 3.884              | 35,7               | 8                  | 4.739           | 46,18           | 7               | 15             | -1      |  |
|                                  | Parti social-démocrate           | 2.392              | 22,0               | 2                  | 3.083           | 30,04           | 4               | 6              | Nouveau |  |
|                                  | Partit Demòcrata                 | 2.247              | 20,6               | 2                  | 2.441           | 23,78           | 3               | 5              | Nouveau |  |
|                                  | Unió Laurediana                  | 813                | 7,9                | 2                  | –               | –               | 0               | 2              | Nouveau |  |
|                                  | Agrupació Independent Sant Julià | 644                | 6,3                | 0                  | –               | –               | 0               | 0              | Nouveau |  |
|                                  | Unió pel Progrés                 | 233                | 2,3                | 0                  | –               | –               | 0               | 0              | Nouveau |  |
| Votes blancs et nuls             | Votes blancs et nuls             | 672                | –                  | –                  | 626             | –               | –               | –              | –       |  |
| Total                            | Total                            | 10.885             | 100                | 14                 | 10.889          | 100             | 14              | 28             | 0       |  |
| Inscrits / Participation         | Inscrits / Participation         | 13.342             | 81,6               | –                  | 13.342          | 81,6            | –               | –              | –       |  |
| Source: http://www.eleccions.ad/ |                                  |                    |                    |                    |                 |                 |                 |                |         |  |

### Par paroisses
| Paroisse                         | Circonscription paroissiale | Circonscription paroissiale | Circonscription paroissiale | Circonscription paroissiale | Circonscription paroissiale | Circonscription paroissiale | Carte |
| Paroisse                         | PLA                         | PS                          | PD                          | UL                          | AISJ                        | UpP                         | Carte |
| -------------------------------- | --------------------------- | --------------------------- | --------------------------- | --------------------------- | --------------------------- | --------------------------- | ----- |
| Canillo                          | 51,6                        | –                           | –                           | –                           | –                           | 48,4                        |       |
| Encamp                           | 36,6                        | 40,6                        | 22,8                        | –                           | –                           | –                           |       |
| Ordino                           | 56,5                        | –                           | 43,5                        | –                           | –                           | –                           |       |
| La Massana                       | 39,2                        | 16,8                        | 44,0                        | –                           | –                           | –                           |       |
| Andorre-la-Vieille               | 40,1                        | 33,8                        | 26,1                        | –                           | –                           | –                           |       |
| Sant Julià de Lòria              | –                           | –                           | –                           | 55,8                        | 44,2                        | –                           |       |
| Escaldes-Engordany               | 52,6                        | 28,0                        | 19,3                        | –                           | –                           | –                           |       |
| Total                            | 35,7                        | 22,0                        | 20,6                        | 7,9                         | 6,3                         | 2,3                         |       |
| Source: http://www.eleccions.ad/ |                             |                             |                             |                             |                             |                             |       |

### Conseillers élus
| LA | PS | PD | UL                                                                 |
| National 1. Marc Forné Molné 2. Francesc Areny Casal 3. Jordi Daban Alsina 4. Roc Rossell Dolcet 5. Càndid Naudi Mora 6. Josep Àngel Mortés Pons 7. Antoni Riberaygua Sasplugas Canillo 1. Josep Areny Fité 2. Daniel Mateu Melción Ordino 1. Olga Adellach Coma 2. Emili Prats Grau Andorre-la-Vieille 1. Pere Cervós Cardona 2. Marcel Llovera Massana Escaldes-Engordany 1. Antoni Martí Petit 2. Guillem Valdés Alemany | National 1. Jaume Bartumeu Cassany 2. Francesc Rodríguez Rossa 3. Francesc Casals Pantebre 4. Esteve López Montanya Encamp 1. Josep Dallerès Codina 2. Miquel Alis Font | National 1. Jordi Mas Torres 2. Joan Monegal Blasi 3. Patrick García Ricart La Massana 1. Olga Forné Angrill 2. Josep Garrallà Rossell | Sant Julià de Lòria 1. Marc Pintat Forné 2. Miquel Àlvarez Marfany |
| Source: http://www.eleccions.ad/ | | |                                                                    |